# 吉岡康暢
吉岡 康暢（よしおか やすのぶ、1934年4月12日 - ）は、日本の考古学者、文学博士(明治大学)。国立歴史民俗博物館名誉教授・元石川県立歴史博物館館長。
石川県金沢市生まれ。古代～中世にかけての日本海域における土器・陶磁器研究の先駆者である。第5回小山富士夫記念賞受賞。

## 経歴
- 1934年　石川県金沢市に生まれる。
- 1957年　金沢大学法文学部卒業。石川県立農業高等学校教諭。
- 1977年　石川県立郷土資料館資料課長。
- 1985年　国立歴史民俗博物館教授。
- 石川県立歴史博物館館長。

## 著書
- 日本海域の土器・陶磁 〈古代編〉 人類史叢書（六興出版）
- 日本海域の土器・陶磁 〈中世編〉 人類史叢書（六興出版）
- 中世須恵器の研究（吉川弘文館）
- 陶磁器の世界 文化財探訪クラブ （山川出版社：共著）
- 陶磁器の社会史 ― 吉岡康暢先生古希記念論集（桂書房）